# Max van Splunteren

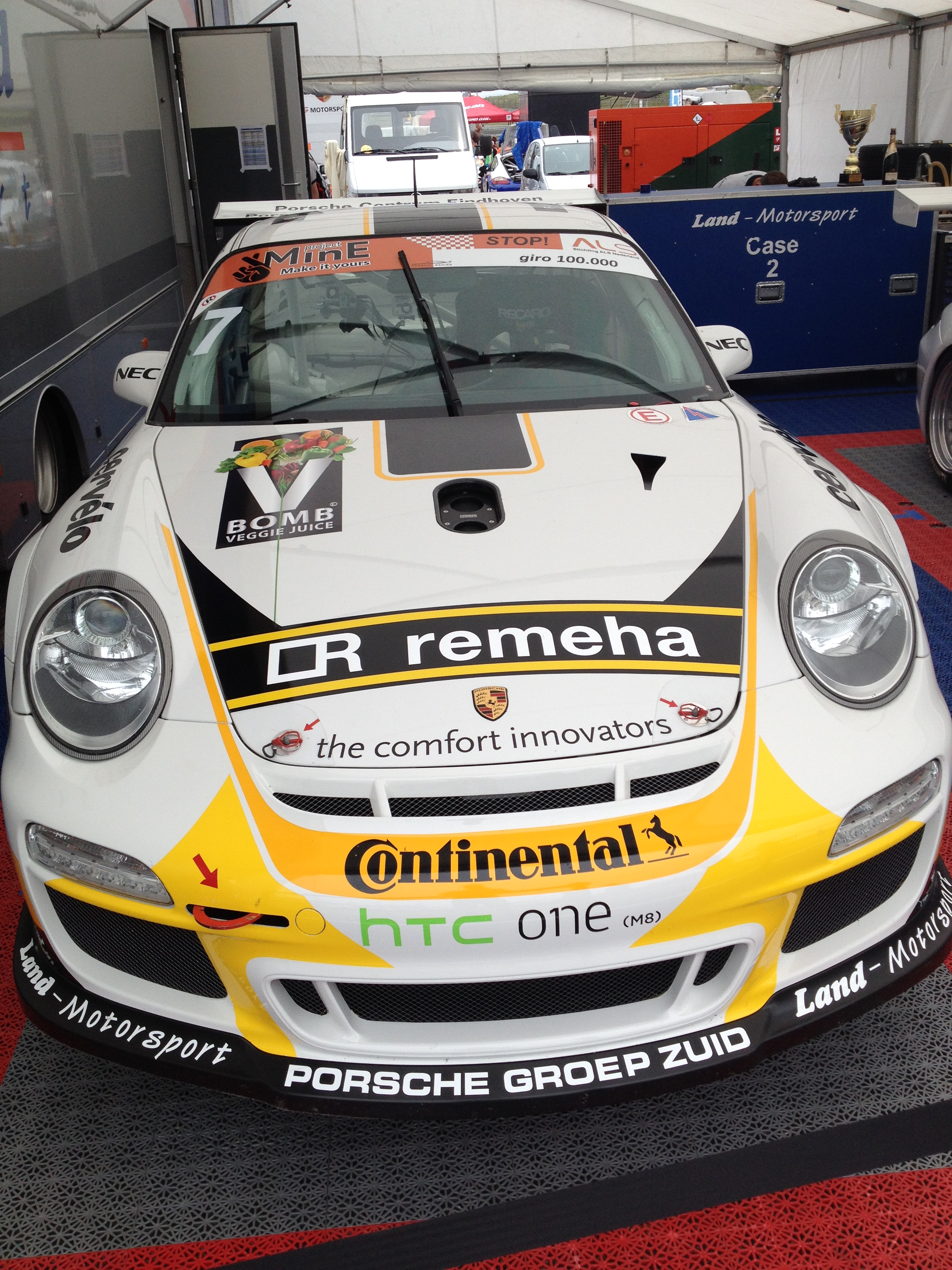
Der Porsche 911 GT3 Cup, mit dem Max van Splunteren 2014 am Start war

Max van Splunteren (* 29. Januar 1996 in Leiderdorp) ist ein niederländischer Autorennfahrer und der Sohn von Paul van Splunteren.

## Karriere als Rennfahrer
Max van Splunteren begann seine Fahrerkarriere 2012 in der Formel Ford. 2012 beendete er die niederländische Formel-Ford-Meisterschaft als Dritter der Endwertung. 2013 wechselte er in den GT-Sport und startete in Porsche-Cup-Meisterschaften. Sein größter Erfolg in einer dieser Meisterschaften war der Gesamtsieg im Porsche-Carrera-Cup-Benelux 2019. In den 2010er-Jahren hatte van Splunteren auch Engagements in der International GT Open, der Renault Sport Trophy, der European Le Mans Series, Rennen der Blancpain Series und der FIA-Langstrecken-Weltmeisterschaft.
2020 gab er als Partner von Horst Felbermayr junior und Michele Beretta im Porsche 911 RSR sein Debüt beim 24-Stunden-Rennen von Le Mans und erreichte den 38. Gesamtrang.

## Statistik

### Le-Mans-Ergebnisse
| Jahr | Team               | Fahrzeug        | Teamkollege             | Teamkollege     | Platzierung | Ausfallgrund |
| ---- | ------------------ | --------------- | ----------------------- | --------------- | ----------- | ------------ |
| 2020 | Proton Competition | Porsche 911 RSR | Horst Felbermayr junior | Michele Beretta | Rang 38     |              |